# Sainte-Geneviève-lès-Gasny
Sainte-Geneviève-lès-Gasny é uma comuna francesa na região administrativa da Normandia, no departamento de Eure. Estende-se por uma área de 4,16 km². Em 2010 a comuna tinha 684 habitantes (densidade: 164,4 hab./km²).